# Andreas Blek av Nosen
Andreas Blek av Nosen, (eng: Sir Andrew Aguecheek), en litterär figur i Shakespeares drama Trettondagsafton. Han är en ängslig, mager och komisk riddare.